# Antonio Díaz Soto y Gama

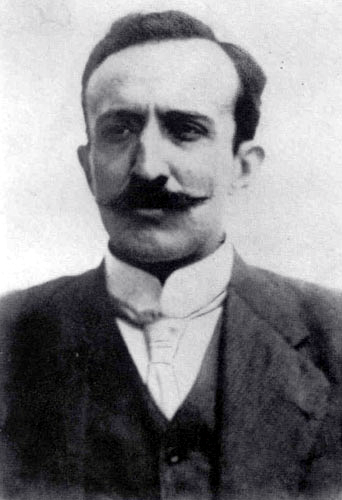
Antonio Díaz Soto y Gama

Antonio Díaz Soto y Gama (San Luis Potosí, 23 januari 1880 - Mexico-Stad, 14 maart 1967) was een Mexicaans politicus en revolutionair.
Díaz Soto y Gama was afkomstig uit de staat San Luis Potosí. Zijn vader was een liberale advocaat die zich regelmatig kritisch uitliet over de dictatuur van Porfirio Díaz en diens aanhangers in San Luis Potosí en het daardoor niet goed kon vinden met de Potosinische elite. Díaz Soto y Gama studeerde rechtsgeleerdheid. Hij werd voorzitter van het Liberale Studentencomité van San Luis Potosí en was medeoprichter van de Liberale Club "Ponciano Arriaga". In 1901 sloot hij zich aan bij de Mexicaanse Liberale Partij (PLM), en draagt ook bij aan de satirische oppositiekrant El Hijo del Ahuizote. Wegens zijn activiteiten in die partij werd hij gearresteerd en tot een half jaar gevangenisstraf veroordeeld. Niet lang zijn vrijlating werd hij opnieuw gearresteerd. Nadat hij weer vrijkwam besloot hij naar Texas te vluchten. In 1904 kon hij terugkeren naar Mexico, maar hij besloot zich voorlopig niet met de politiek te bemoeien.
Na het uitbreken van de Mexicaanse Revolutie en het omverwerpen van Díaz begon Díaz Soto y Gama zich weer met de politiek bezig te houden. Hij werd in 1912 in de Kamer van Afgevaardigden gekozen waar hij zich een van de felste critici van de nieuwe president Francisco I. Madero toonde. Hij was een van de oprichters van de Casa del Obrero Mundial en met Juan Sarabia diende hij een voorstel tot landverdeling in. Voordat deze echter behandeld kon worden wierp Victoriano Huerta Madero omver, vermoordde hem en vestigde zijn dictatuur. Díaz Soto y Gama ontvluchtte Mexico-Stad en sloot zich aan bij de revolutionaire rebellen van Emiliano Zapata. Na de val van Huerta werd Díaz Soto y Gama een van de zapatistische afgevaardigden op de Conventie van Aguascalientes. Hij wist daar regelmatig de aandacht naar zich toe te trekken met zijn vurige toespraken en geschriften, maar vooral om wat er gebeurde op de eerste dag dat Díaz Soto y Gama bij die conventie aanwezig was. De aanwezigen hadden een Mexicaanse vlag klaarliggen waar alle afgevaardigden hun handtekening op zetten. Díaz Soto y Gama weigerde echter de vlag te tekenen. Hij noemde het een "symbool van de reactie", betoogde dat loyaliteit en eer niets te maken hebben met "een stuk doek" en stelde voor de vlag aan stukken te scheuren. Nadat de andere revolutionairen hun wapens tevoorschijn haalden besloot Díaz Soto y Gama alsnog te tekenen.
De troepen van de conventie slaagden er echter niet in hun voormalig bondgenoten, de constitutionalisten van Venustiano Carranza en Álvaro Obregón te verslaan, zodat de conventie in oktober 1915 ontbonden werd. Díaz Soto y Gama bleef aan de zijde van Zapata en na diens moord in 1919 bij Zapata's opvolger Gildardo Magaña. In 1920 accepteerden Magaña en de zijnen een amnestie van de Mexicaanse regering. Díaz Soto y Gama werd vervolgens politicus. Hij was een van de oprichters van de Nationale Agraristische Partij en werd meerdere keren het Congres van de Unie gekozen.
In 1937 accepteerde hij een baan als adviseur bij het ministerie van landhervormingen en richtte hij zich op het op schrift stellen van zijn belevenissen bij de revolutie. Hij doceerde rechtsgeleerdheid aan de Nationale Autonome Universiteit van Mexico (UMAM) en schreef een reeks geschiedenisboeken voor het Mexicaanse onderwijs. In zijn latere jaren matigde hij in zijn opvatting, en bood op een gegeven moment zelfs zijn excuses aan voor zijn jeugdige radicalisme. In 1958 ontving hij de Eremedaille Belisario Domínguez, Mexico's hoogste onderscheiding. Hij overleed in 1967, en liet een vrouw en twaalf kinderen achter. Zijn begrafenis werd door duizenden bijgewoond.